# تعليم قائم على غرض
التعليم القائم على الغرض هو نموذج تربوي وضعته أودري كوهين وزملاؤها في كلية الخدمات الإنسانية بين عامي 1970 و 1978. وأعلن النموذج عن تطوير المنهج الدراسي في كلية ميتروبوليتان في نيويورك، وهي التي تلت كلية الخدمات الإنسانية. ويمزج التعليم القائم على غرض بين النظرية والتطبيق في وظائف الطلاب وحياتهم لإنتاج خريجين برؤية توجيهية للعدالة الاجتماعية تم تطويرها خلال السبعينيات من القرن العشرين والتي لا تزال تشكل أساس تطوير المناهج الدراسية في كلية متروبوليتان في نيويورك.

## المنهج
يتم توجيه كل فصل دراسي إلى غرض محدد مع تنسيق الدورات لمعالجة أبعاد محددة لهذا الغرض. وتشمل الأبعاد القيم والأخلاق، الذات والآخرين، الأنظمة، والمهارات. يعد PCE أمرًا أساسيًا في العمل البناء (CA) الذي يستلزم العمل الميداني العملي الذي يتضمن "جهدًا متواصلًا يتم تنفيذه في موقف العمل، لتحديد وتحقيق مبادرة مهمة تتعلق بمجال أداء الفصل الدراسي. التعليم القائم على غرض في الأصل تم تطويره في السبعينيات من قبل مجموعة تضم أودري كوهين، وديبورا ألين، وباربرا والتون، وستيف سندرلاند.